# Nécropole punique de Puig des Molins

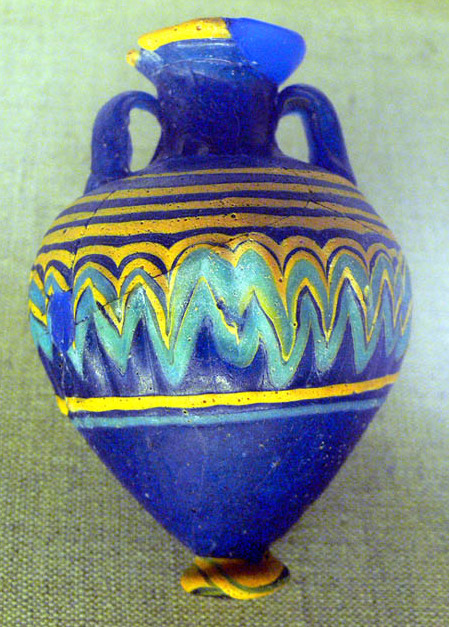
Flacon punique

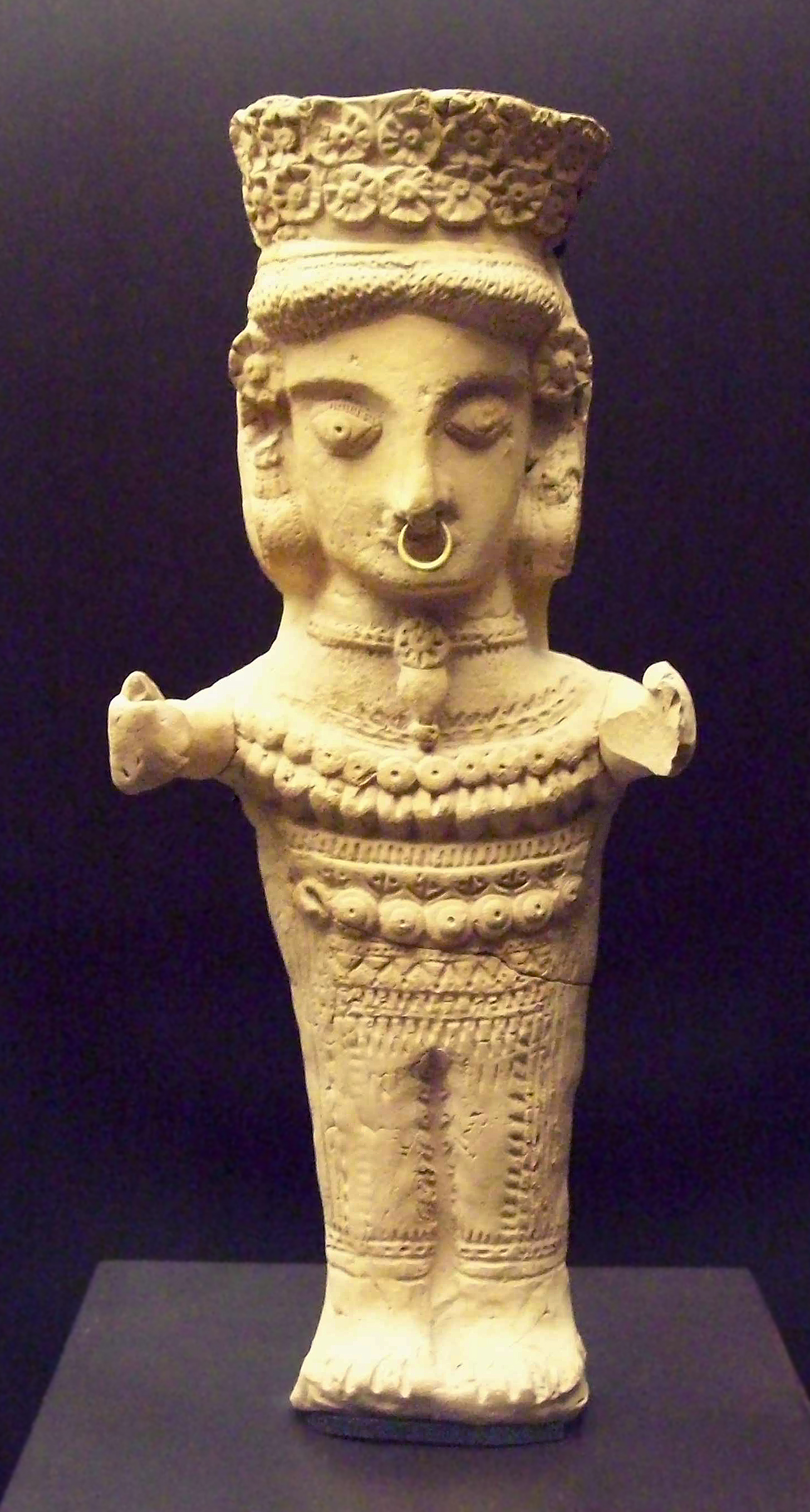
Figure de Puig des Molins, (M.A.N., Madrid)

La nécropole punique de Puig des Molins est un site utilisé comme nécropole par les phénico-puniques à proximité de la cité d'Ibiza, dans les Baléares. Par la durée de son utilisation et le matériel archéologique trouvé lors des fouilles, il constitue la source principale de notre connaissance de l'emprise de la civilisation carthaginoise sur cette île.

## Histoire
Le site fut utilisé du VIIe siècle av. J.-C. au IIIe siècle apr. J.-C. Plus de 3 000 sépultures ont d'ores et déjà été découvertes, les fouilles se poursuivant encore.

## Archéologie

### Les rites d'inhumation
Le site voit se succéder une période où l'incinération est la règle (VIIe siècle av. J.-C., début VIe siècle av. J.-C.) et une période de trois siècles où l'inhumation est utilisée dans des sépultures creusées dans la roche ou hypogées. On assiste à un retour de l'inhumation au début du IIIe siècle av. J.-C. À l'époque romaine, la population réutilise les anciennes sépultures creusées.

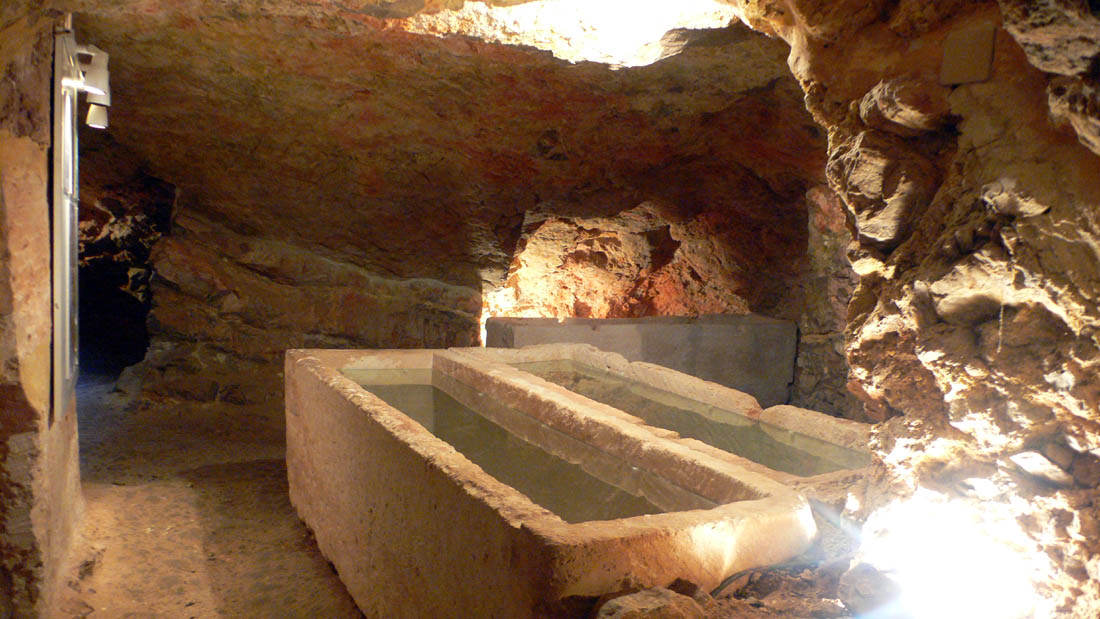
Hypogée de la nécropole

### Le mobilier funéraire

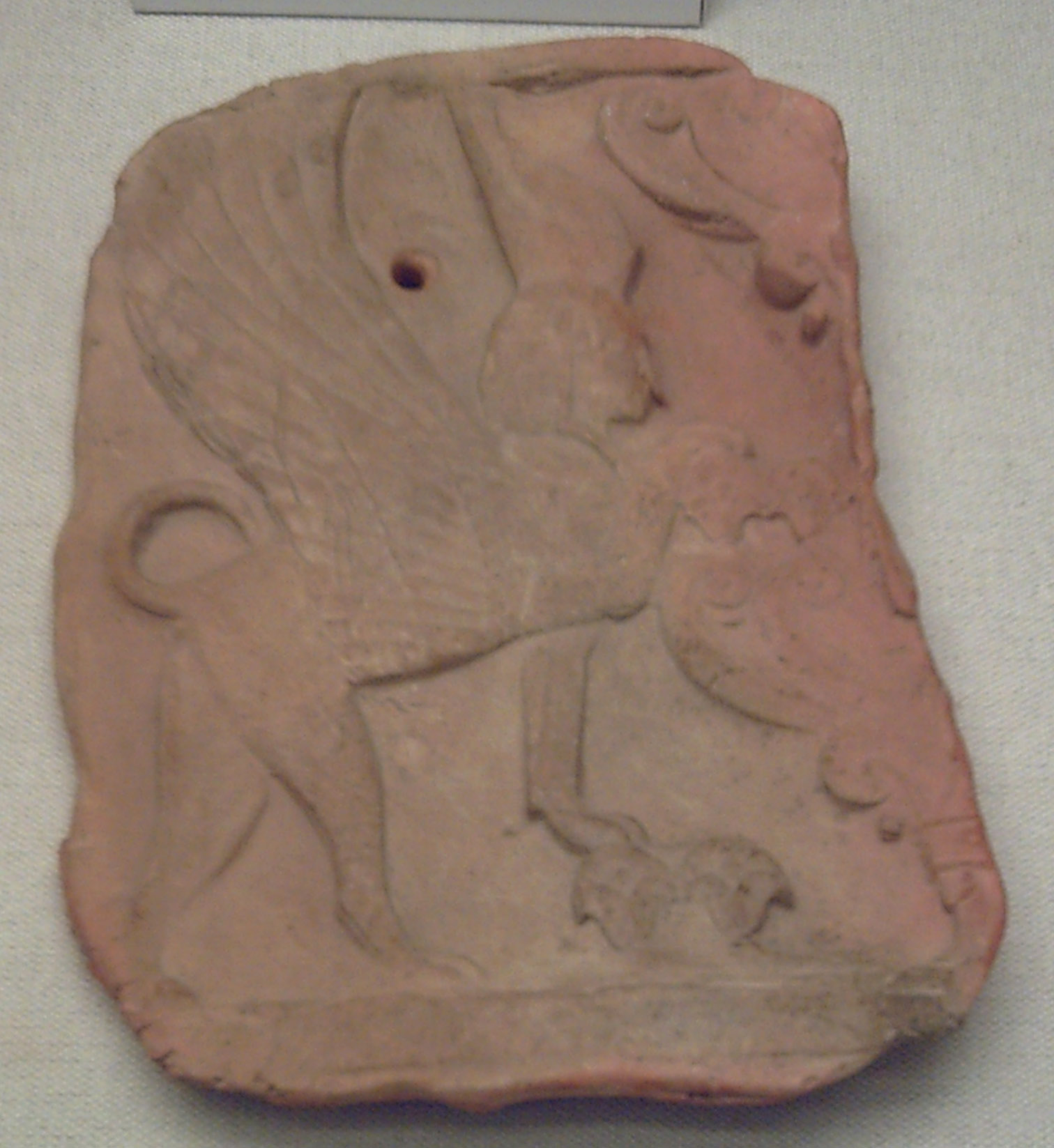
Plaque avec un sphinx trouvée à Puig des Molins (MAN, Madrid).

Le mobilier funéraire retrouvé par les archéologues est très riche :
- amulettes
- vases
- haches votives
- monnaies
- bijoux
- lampes à huile
- nombre de représentations de Déméter et Coré
- figures d'argile : représentations d'orants, masculins ou féminins où percent trois influences : égyptisantes, puniques, grecques. Les statuettes sont richement décorées de thèmes d'influences mêlées.

## Protection
La nécropole punique de Puig des Molins fait l’objet d’un classement en Espagne en tant que zone archéologique au titre de bien d'intérêt culturel depuis le 3 juin 1931.
Depuis 1999, elle est inscrite, conjointement avec d'autres biens culturels et naturels, au Patrimoine mondial de l'Unesco sous le libellé Ibiza, biodiversité et culture.

## Galerie

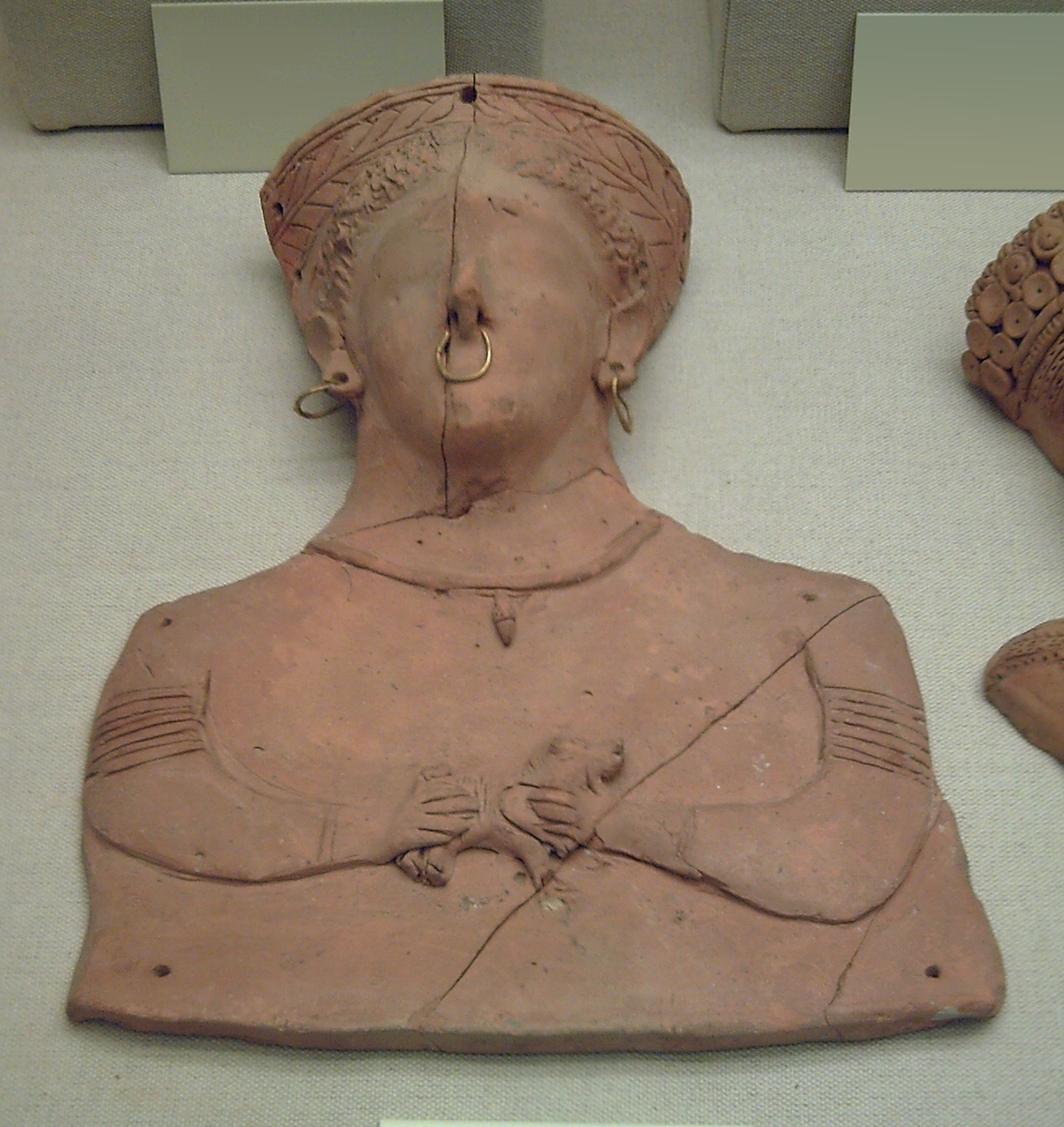
Figure d'argile de Puig des Molins
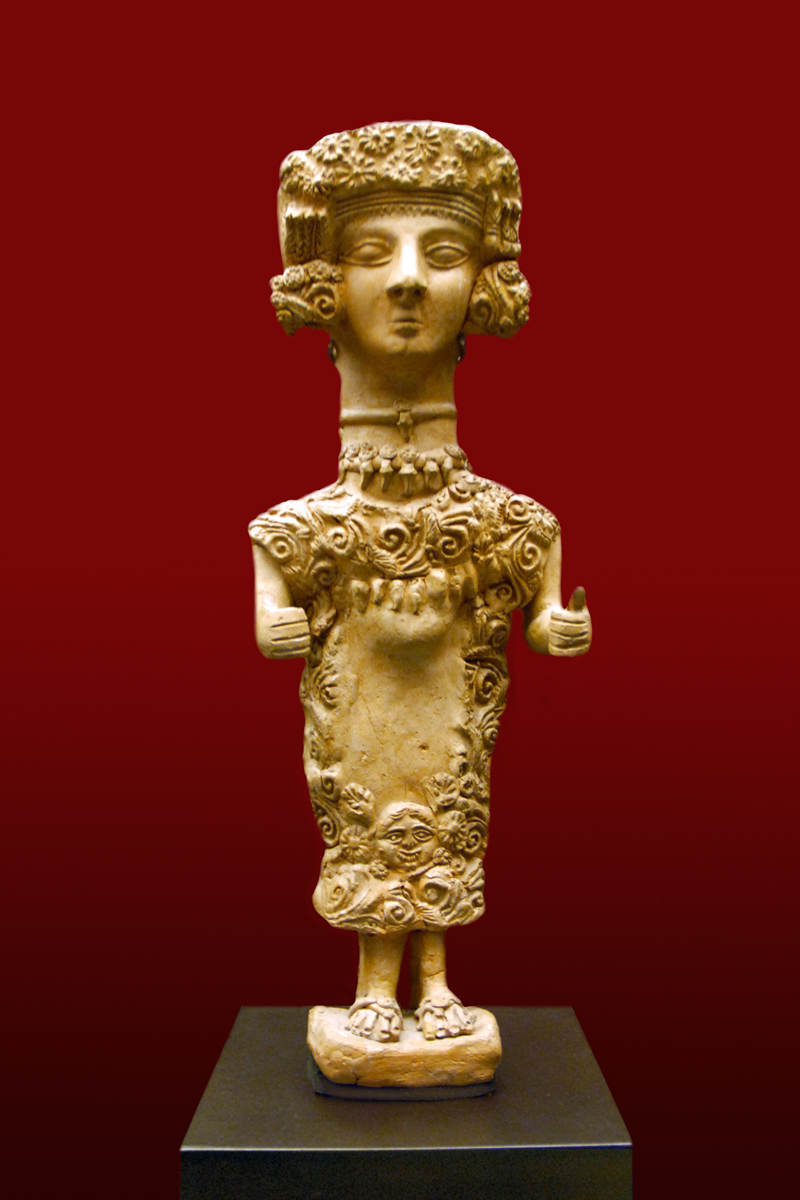
Dame d'Ibiza
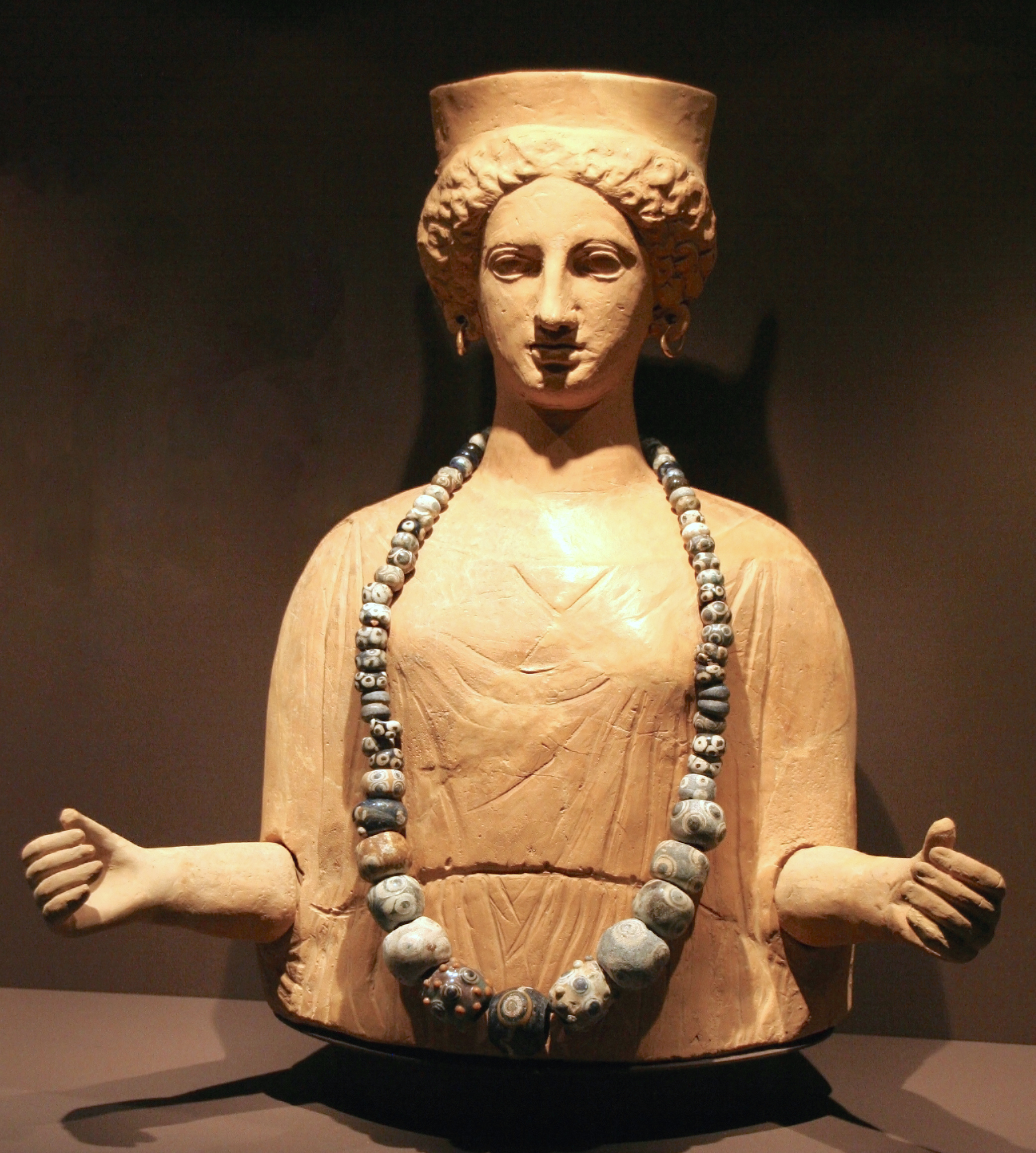
Représentation ornée de la déesse Tanit